# Siniša Gačić
Siniša Gačić, slovenski novinar in režiser, * 1980.
Gačić je leta 2013 diplomiral na ljubljanski Akademiji za gledališče, radio, film in televizijo. Od leta 1999 je zaposlen na Radioteleviziji Slovenija kot novinar in režiser, posnel je več dokumentarnih filmov. Film Boj za iz leta 2014, ki prikazuje skupnost protestnikov pred Ljubljansko borzo po zgledu gibanj occupy, je dobil vesno za najboljši film na 17. festivalu slovenskega filma. Zanj je Gačić prejel tudi nagrado Društva slovenskih režiserjev Štigličev pogled za izjemno režijo. Za dokumentarni film Hči Camorre je na 22. festivalu slovenskega filma prejel vesno za najboljši dokumentarni film.

## Filmografija
- Hči Camorre, dokumentarni film (2018)
- Odraščanje, dokumentarni film (2017) (z Dominikom Mencejem)
- Boj za, dokumentarni film (2014)
- Kam, kratki igrani film (2013)
- Mako, dokumentarni portret (2013)
- Kupi me!, dokumentarni film (2011)
- Večni Študent, dokumentarni film (2009)